# Bellver (Collsuspina)
Bellver és una antiga masia pertanyent a l'antiga parròquia de St. Cugat de Gavadons avui al terme municipal de Collsuspina (al Moianès). Passà a formar part del terme de Collsuspina, junt amb altres masies prop de l'església, amb la definitiva organització del municipi l'any 1897. La primera data que es disposa quant a la seva notificació històrica és d'un fogatge del s. XVI. Concretament l'any 1553, junt a altres cases de la parròquia de Sant Cugat de Gavadons.
Edifici cobert originàriament per teulada a dues vessants i orientat cap a sud-est. A la façana principal hi ha un portal de pedra treballada. Al davant hi a també una lliça amb pedra treballada que ajunta dos edificis ja més moderns. Al voltant del cos originari s'hi anaren fent ampliacions essent l'última, en la part posterior, de 1915. Davant la casa hi ha una era ben conservada i una cabana.